# Béchamp-reductie
De Béchamp-reductie, ontdekt door de Franse scheikundige Antoine Béchamp in 1854, is de oudste industrieel toegepaste chemische reactie voor het reduceren van aromatische nitroverbindingen tot de corresponderende amines met behulp van ijzer in een zuur medium.

## Voorbeeld
Een voorbeeld van de Béchamp-reductie is de vorming van aniline door reductie van nitrobenzeen. Deze werd vroeger op industriële schaal toegepast voor de productie van aniline:
De reactie gebeurt met fijn ijzervijlsel of gemalen gietijzer, dat met een relatief geringe hoeveelheid waterig zuur wordt gemengd tot een slurry en opgewarmd tot ca. 95°C. Dan wordt de nitroverbinding geleidelijk toegevoegd terwijl het geheel goed geroerd wordt. Na afloop van de reactie wordt het mengsel geneutraliseerd, bijvoorbeeld door toevoeging van calciumcarbonaat. Daarna moet het amine nog uit de slurry van ijzer en ijzeroxiden afgescheiden worden.
Het voornaamste voordeel van de Béchamp-reductie is de geringe materiaalkost: ijzer is goedkoop en in de reactie ontstaat ijzer(II,III)oxide dat als pigment kan verkocht worden. Het procedé is wel bewerkelijk en duurt vrij lang.

## Toepassing
De Béchamp-reductie werd vroeger op grote schaal gebruikt voor de productie van primaire aromatische amines zoals aniline, toluïdine of p-fenyleendiamine, maar ze is inmiddels grotendeels verdrongen door katalytische hydrogenering. Ze wordt nog ingezet bij de synthese van kleurstoffen, optische witmakers en pigmenten van ijzeroxiden. Bij de synthese van kleurstoffen en witmakers zijn aminosulfonzuren belangrijke tussenproducten. Die worden uit de corresponderende nitrosulfonzuren gevormd door een Béchamp-reductie; bijvoorbeeld 3-nitrobenzeensulfonzuur wordt gereduceerd naar metanilzuur; of 4,4'-dinitrostilbeen-2,2'-disulfonzuur wordt gereduceerd naar 4,4'-diaminostilbeen-2,2'-disulfonzuur.